# Les Roques Encantades
Les roques encantades (o roques encadenades) és un conjunt de Roques que hi ha a la comarca de la Garrotxa, dins de la Fageda prop de la carretera que porta al Far. El nom del conjunt de roques ve de la llegenda que diu:
```
"El Dimoni, que vivia per aquelles contrades quan estava de mala lluna passava l'estona fent rodar algun dels grans rocs muntanya avall per veure com s'espaterraven sobre les cases de Sant Feliu de Pallerols (que és el poble que es troba a sota mateix del lloc), la gent esporuguida i tipa dels afers del Dimoni pregà a Déu que els donés un cop de mà. Llavors un bon dia va baixar un àngel del cel i va lligar les roques amb unes cadenes tan fortes que el Dimoni no va poder bellugar-les mai més. Fastiguejat el Dimoni va anar a buscar raons cap a un altre lloc, deixant així en pau als habitants del poble."
```